# Șoimeni (okręg Harghita)
Șoimeni (węg. Csíkcsomortán) – wieś w Rumunii, w okręgu Harghita, w gminie Păuleni-Ciuc. W 2011 roku liczyła 579 mieszkańców.